# Elkstone
Elkstone är en ort och civil parish i Storbritannien.   Den ligger i grevskapet Gloucestershire och riksdelen England, i den södra delen av landet, 140 km väster om huvudstaden London. Elkstone ligger 255 meter över havet och antalet invånare är 248.
Terrängen runt Elkstone är platt åt sydost, men åt nordväst är den kuperad. Elkstone ligger uppe på en höjd. Runt Elkstone är det ganska tätbefolkat, med 78 invånare per kvadratkilometer. Närmaste större samhälle är Gloucester, 14,6 km väster om Elkstone. Trakten runt Elkstone består till största delen av jordbruksmark.